# Тиманско възвишение
Тима̀нското възвишение (на руски: Тиманский кряж) е възвишение в североизточната част на Източноевропейската равнина, простиращо се на територията на Архангелска област (Ненецки автономен окръг) и Република Коми в Русия. Простира се от Чешката губа на север-северозапад до изворите на река Вичегда (десен приток на Северна Двина) на юг-югоизток на протежение около 900 km. От долините на реките Печорска Пижма и Мезенска Пижма се дели на северна, средна и южна част. Северната част се състои от ниски ридове: Космински Камен, Тимански Камен и др. с височина до 303 m; средната част – Четласки Камен е най-висока 471 m (64°35′59″ с. ш. 50°20′48″ и. д. / 64.599722° с. ш. 50.346667° и. д.), а южната част има платообразен характер и от долините на реките е разчленена на редица отделни ниски възвишения – „парми“ с максимална височина 323 m.
Във възрастово геоложко отношение Тиманското възвишение се отнася към Байкалската нагъната система и е отделено от Руската платформа с дълбоки разломи. В сводовата му издигната част се открива дислоциран рифейски седиментно-метаморфен комплекс, пронизан от интрузивни гранити и сиенити. Платформеният чехъл е изграден от силурски, девонски и карбонски морски и континентални породи, а крилата на издигната част и пониженията – от пермски, триаски и юрски седименти. Находищата на полезните изкопаеми открити във възвишението са свързани със: среднодевонските титанови минерали (Ярега), боксити (Четласки Камен) и находищата на нефт и газ (Тимано-Печорския нефтогазоносен басейн), а с девонските базалти са свързани находищата на ахати.
От Тиманското възвишение водят началото си множество реки по-големи от които са: Мезен с притока си Пеза; левите притоци на Печора – Ижма със Седъю, Ухта и Кедва, Нерица, Печорска Пижма, Цилма с Тобиш и Косма, Сула; Вичегда с десните си притоци Вишера, Вим с Весляна и Елва; на север директно вливащи се в Баренцово море са реките Ома, Пьоша, Индига и др. Северната част на възвишението е разположена в зоната на тундрата и лесотундрата, а южната – в пределите на тайгата.

## Национален Атлас на Русия
- Североизточна част на Европейска Русия[2]